# 巴尼·巴顿
巴尼·巴顿 （英語：Barney Barton）是漫威漫画的一名虚构超级英雄，由罗伊·托马斯 與 吉恩·柯蘭一起創造。他第一次出场是在《復仇者》vol.1 #64（1969年5月）。本名查爾斯·伯納德·「巴尼」·巴頓（Charles Bernard "Barney" Barton）。在《鷹眼：盲點》#1 (2011)中，巴尼成为了新一任「捷射」（Trickshot）。

## 人物
查爾斯·伯蘭德·「巴尼」·巴顿（Charles Bernard "Barney" Barton）和弟弟克林特·巴顿（Clinton Francis "Clint" Barton）出生于美國爱荷华州的一个小镇韦弗利（Waverly, Iowa），父亲是一名酗酒又有暴力倾向的屠夫，而年幼的克林特倔强又顽固，于是每每被揍，巴尼教会他如何打架和如何保护自己。
在克林特7岁的时候，他的父母因為父亲酒后驾车而在一場车祸中去世，之后他们被一所孤儿院收容，但因年龄较大没有家庭愿意收养他们。不再需要从父亲手下保护弟弟的巴尼，反而开始将自己的不满和挫折发泄在克林特身上。他们在孤儿院生活了六年，巴尼终于决定要离开。克林特并不情愿，但是巴尼是他唯一的亲人，即使他再怎么做个乖孩子也没法让巴尼满意，他依然没办法和哥哥分开。
于是13岁的克林特和哥哥连夜逃离孤儿院，并靠着巴尼的口才加入了流浪马戏团做杂役。杂技团中擅长飞刀的剑客（Swordsman）来询问他们是否有胆量做他的助手，巴尼一口拒绝，但一心想要成为像剑客一样的风头人物的克林特答应了。之后剑客将他收为助手兼弟子，并与捷射（Trick Shot）一起挖掘出了他的天分，将他训练成为一名神箭手。这是兄弟间产生分歧的开始。
克林特一天天显露出他的天分，而巴尼通过了高中毕业考试，劝弟弟不可能一辈子在马戏团表演。但克林特认为马戏团是他这辈子呆过的最像一个真正的家的地方，他不愿意离开。他们也发觉了捷射在马戏团外扮演一个黑吃黑的角色，两人的分歧越来越严重。
之后克林特发现了剑客的盗窃行为并被追杀，从高处坠落重伤，捷射救了他。但巴尼认为剑客只是在拿他应得的报酬，对克林特拒绝了剑客一起分赃的建议十分不满；同时他不愿意继续在马戏团呆下去，决定去参军，邀请克林特一起走。克林特一开始拒绝了他，之后虽然改变了主意，但是摔断了腿的他没赶得及离开的公车，兄弟二人没见上最后一面便就此分开。
之后克林特在一次跟着捷射黑吃黑时去打劫黑帮时误伤了一名守卫，震惊地发现那竟是巴尼。克林特拒绝扔下哥哥弃之不顾地离开，因此还被捷射击伤。他将巴尼送到医院，但是无法理解说要去参军重新开始一段人生的哥哥为什么会堕落到成为一个强盗团伙的一份子。理念不同的两兄弟最终还是分道扬镳。
之后，因箭术成名的克林特因为不满被钢铁侠抢走了观众的注意决定也要做个英雄，并通过老贾的介绍加入了復仇者聯盟。某段时间他认为身为鹰眼的自己收不到足够的重视，于是使用蟻人留下的皮姆粒子巨大化，并以「歌利亚」身份活动；在此阶段克林特再次遇到了已经成为一名知名诈骗犯的哥哥巴尼。巴尼通知复仇者一名恐怖分子蛋头（Egghead）正试图策划一场袭击，而克林特因不满哥哥的堕落没有告诉队友他们的兄弟关系，直到在战斗中巴尼为了营救被压制的克林特等人牺牲后，他才真正地相信了哥哥真的站在自己一边——但是已经太迟了；而直到葬礼之后，他才知道原来原来巴尼是一名美國联邦调查局探員，他的所有反派身份都只是卧底。
然而那时巴尼并未完全死去，而是被蛋頭偷出尸体装在救生池里救了回来，在蛋頭被复仇者击杀之后他就一直无人知晓地被遗忘。直到一名克林特的老仇人Zemo误打误撞地发现了他。巴尼原本正义感就不甚强，尝试做个英雄只是为了和弟弟并肩战斗——他早就知道了弟弟的超级英雄身份并且为他一直保密——结果就是被杀被人遗忘。满心愤懑的他将怨恨全部投到了克林特身上，决定用他自己的武器——弓箭杀死他。他从前任捷射那里学到了箭术，然后将他打到半死送到复仇者总部。
此时的克林特恰好在上一场战斗中受伤严重损害了视力，在追踪而来与巴尼的缠斗中克林特的视力更加恶化直到彻底失明，然而巴尼明明有许多能杀死他的机会却都错过了。
最后克林特勉强揍昏了哥哥，Zemo在准备逃跑的时候被美国队长和钢铁侠打倒。之后巴尼为克林特捐献了骨髓治好了他的眼睛，号称他只是为了让他以后能亲手再一次击败克林特，他们的关系最后总会终结在一方的鲜血中。
之后巴尼保持了捷射的身份，加入了逃狱的奥斯本率领的黑暗复仇者和复仇者们继续作对。被前弟媳仿聲鸟击败后同意加入了由一伙前犯罪分子组成的英雄团体——雷霆特工队，然后再次逃脱。在最新的鹰眼独立漫画连载中，看上去甚为落魄的巴尼与同样甚为落魄的克林特重聚了。

## 能力
巴尼·巴頓是一個訓練有素的前FBI成員，同時也是一位熟練的狙擊手，出色的運動家和優秀的肉搏戰高手。他後來被前任捷射訓練，成為了和鷹眼一樣是個技術高超的弓箭手。因是受前任捷射訓練，所以巴尼也會使用各種鋒利的箭和爆炸等特殊技能的箭。

## 出版歷史
巴尼·巴頓於《復仇者》vol.1 #64（1969年5月）中被引入作為鷹眼的哥哥。該角色繼續出現於和鷹眼與《復仇者》相關的故事情節。

## 其他媒體

### 電視
- 《鋼鐵人：裝甲冒險》：在「The Hawk and the Spider」一集中短暫提及。

## 外部連結
- Barney Barton （页面存档备份，存于） at comicvine.com